# John Hartson
John Hartson est un footballeur international gallois né le 5 avril 1975 à Swansea, au Pays de Galles.

## Biographie
Il fut meilleur buteur de la Scottish Premier League lors de la saison 2004-2005 (25 buts).
Après avoir inscrit 88 buts sous le maillot des Bhoys du Celtic Glasgow, il prit la direction de West Bromwich Albion au cours de l'été 2006.
En 2007, il publie une autobiographie où il parle de sa relation avec l'alcool, les jeux d'argent, etc.
Il est aussi connu pour avoir donné un coup de pied à Eyal Berkovic pendant un entraînement, alors qu'ils jouaient à West Ham United. En février 2008, le "celtic dragon" prit sa retraite. Le 13 juillet 2009, il est révélé qu'il est atteint d'un cancer du testicule avec des métastases disséminées au cerveau. Il indiqua à la presse que des métastases avaient aussi touchées ses poumons . En décembre 2009 le cancer et ses métastases ont été éradiqués .

## Palmarès
- Champion d'Écosse : 2002, 2004, 2006 (Celtic FC).
- Vainqueur de la Coupe d'Écosse : 2004 & 2005 (Celtic FC).
- Vainqueur de la Coupe de la Ligue : 2006 (Celtic FC).